# بني بشير (المغرب)
بني بشير هي إجماعة قروية في دائرة تارجيست التابعة لإقليم الحسيمة في المملكة المغربية. يتبع بني بشير مشيختين و21 دوار، وبلغ عدد سكانها 5959 فرداً سنة 2004 حسب الإحصاء الرسمي للسكان والسكنى.

## التقسيمات الإداريّة
تعتبر بني بشير إحدى الجماعات القروية المشكّلة لدائرة تارجيست، وهو التقسيم الإداري من المستوى الخامس المعتمد في المغرب. تنقسم دائرة تارجيست إلى 7 جماعات قروية تختلف من حيث السكان والمساحة، والتي بدورها تنقسم إلى مشيخات تضم عدداً من الدواوير.